# Atroari
Atroari (Atruahí, Aturahis, Atroahy, Aturaí, Ki’nya), pleme karipskih Indijanaca s rijeka Alalau i Camanau u graničnom pojasu brazilskih država Amazonas i Roraima i na rijekama Jatapu i Jauaperi. Nekoliko plemena služi se dijalektima jezika atroari, a to su Atruahi, Waimirí (Uaimirí, Wahmirí), Yauaperá (Jawaperi, Yauaperi), Piriutiti ili Piriutite i Tiquiriá, i možda Sapara i Pauxiâna. Populacija iznosi 350 (1995 SIL) u 24 sela. Rezervat: Terra Indígena Jacamim u općinama Bonfim i Caracaraí.